# سحيم عبد بني الحسحاس
سحيم عبد بني الحسحاس كان شاعرًا عبدًا حبشيًا أو نوبيّا، نشأ في الحجاز، كان بارعًا في الشعر، وإن كان لا يستطيع أن يؤدي عددا من الحروف أداءها العربي: فقد لزمته اللكنة فكان يلفظ السين شينا والطاء تاء. سحيم شاعر محسن حلو الشعر رقيق حواشي الكلام، وأكثر شعره الغزل، وغزله فاحش. ولسحيم شيء من الفخر والحماسة وشيء من الوصف للمطر. وله أيضا شيء من الأدب (الحكمة) يكثر فيه ذكر الموت. وفي عدد من ألفاظ سحيم وتراكيبه خصائص شبه محدثة تجعلها قريبة الشبه بشعر عمر بن أبي ربيعة.
ولما اشترى عبد اللّه بن أبي ربيعة (الصحابي والد عمر بن أبي ربيعة الشاعر المشهور) سحيما، كان سحيم يقول الشعر. وأراد عبد اللّه أن يهبه لعثمان بن عفّان، وكتب له بذلك. فكتب عثمان إلى عبد اللّه: «لا حاجة بنا اليه فاردّه، فإنما حظ أهل العبد الشاعر منه إذا شبع أن يشبّب بنسائهم، وإذا جاع أن يهجوهم. ويبدو أن عبد اللّه قد باعه إلى شخص يدعى مالكا. ثم ان مالكا، فيما يقال باعه لبني الحسحاس، وهم من بني أسد بن خزيمة.
ولا ريب في أن سحيما كان في ذلك الحين مسنّا، فهو شاعر مخضرم، كان قد أدرك الجاهلية ثم أدرك عثمان بن عفّان (23-35 ه‍ /644-656 م)، وقتل في أيامه، قتله بنو الحسحاس. ذكروا أن سحيما قال:
فأدركتهم الغيرة، فأخذوه مرة شاربا ثملا، ثم عرضوا عليه نسوة، حتى إذا مرت عليه التي كانوا يرمونه بها أشار لها بيده -فلزمته الحجّة- فقتلوه نحو سنة 40 ه‍ (660 م).

## شعره
كان سحيم يحب امرأة من أشراف بني تميم بن مرّ اسمها غالية فقال فيها القصيدة التالية يكني فيها عنها باسم «عميرة». هذه القصيدة أطول قصائد سحيم وأشهرها: